# María Teresa Vieyra
María Teresa Vieyra Rincón (1936-2006) fue una artista mexicana.

## Biografía
Nace en la delegación de Coyoacán, Ciudad de México el 23 de abril de 1936 (88 años) en el seno de una familia católica. Su infancia, estuvo influenciada, como toda su generación, por la Segunda Guerra Mundial. Durante su primera etapa de vida vivió marcada por accidentes y operaciones en las piernas, lo que forjó su personalidad tormentosa.1
De 1952 a 1956 realizó sus primeros estudios en La Esmeralda, en donde tuvo como profesores a Enrique Assad (acuarela), Francisco Zúñiga (escultura) y José Cruz (modelado en barro).  En esta etapa de su vida se puede observar en sus trabajos al óleo una influencia clara de Frida Kahlo.  Posteriormente ingresó a la Escuela de Artes Gráficas, donde toma los talleres de Linóleum, Grabado en madera, Litografía, Grabado en acero, etc.
Siguió con su sueño de ser pintora e inició su etapa como grabadora en la Escuela de las Artes del Libro, al lado de Francisco Díaz de León, donde desarrolló ese amor profundo por el pueblo mexicano y por los elementos estéticos iniciados por los muralistas mexicanos. En ese tiempo fue cuando expuso por vez primera en una muestra colectiva con Chucho Reyes, quien escribiera una cálida presentación de ella.
Formó parte del grupo de artistas de la Escuela de las Artes del Libro, por consejo de su amigo Francisco Díaz de León, donde estudió de 1955 a 1958.   En 1959 obtuvo la medalla de plata en grabado durante la Feria de San Marcos de Aguascalientes.
En sus inicios, se acercó mucho a la Vanguardia Mexicana, precisamente deslumbrada por el de Diego Rivera, Roberto Montenegro o de Gerardo Murillo, el Dr. Atl se allega mucho a los temas propuestos que crearon un imaginario nacionalista revolucionario.  
El Obrero, es una de las muestras de ello, ésta fue realizada en su periodo cubista; también tuvo influencia por la vanguardia  rusa.   
Otra obra de gran magnitud fue La Maternidad, que le da una vuelta de tuerca a este tema, tomando como modelo a una madre del sector popular.
En 1962 obtuvo el título de maestra grabadora. A partir de ese momento se integró a la Sociedad Mexicana de Grabadores, participando en la Exposición Anual de Grabados en ese mismo año, junto con artistas como Angelina Beloff, Félix Blanco, Carlos Sommer entre otros, con quienes compartió una gran amistad.
De 1960 a 1963 participó en una serie de muestras colectivas entre las que destacan la de la Escuela Nacional de Artes Gráficas, el Salón de la Acuarela y el Instituto Francés de la América Latina. Realizó su primera exposición personal en el grupo Tlahmachcalli, cabe mencionar que este colectivo fue en parte su inspiración inicial y del cual fue cofundadora.
Obtuvo una beca del gobierno francés para estudiar en L'École des Beaux Arts de París, donde estudia de 1964 a 1966.   Durante su estancia en esa ciudad participó en 1965 en la Bienal de París y en la Exposición Siete Pintores Mexicanos en la Casa de México.
En el año de 1964 fue incluida en el libro El Expresionismo Mexicano, de Margarita Nelken, editado por el Instituto Nacional de Bellas Artes, en éste menciona a María Teresa como una de las personalidades más atractivas de la generación ascendente de la escuela mexicana, “pintora y grabadora tiene hoy alcance en su aportación subjetivo y su fase de entrega a la amorosa sugestión de las estampas populares, por las que llegó a una transposición espontánea de lo imaginativo”.
Al volver de París, se identifica mucho más con la Generación de la Ruptura, precisamente por su acercamiento con Juan García Ponce, Rufino Tamayo y Francisco Toledo, (quien fuese su compañero en París en la Ciudad Universitaria).   Bajo este esquema, ella observa su interés por no aceptar el modelo que dictaba el Estado y no se quiso adaptar al modelo estético revolucionario.
Participó también en el Taller del Grupo Ballester en 1968, al lado de Vicente Gandía, Fernando Ramos Prida y Raúl Anguiano, aprendiendo diferentes técnicas de grabado.
Hacia 1971 y como gran admiradora de Andy Warhol y del movimiento cultural de éste, María Teresa Vieyra realizó esta acuarela
Fue maestra de pintura de 1983 a 1995 en el Instituto de la Libertad de Coyoacán.   Impartió clases particulares de pintura de 1995 a 2002.     
Como dato curioso se puede mencionar que la pintora fue gran admiradora del actor francés Alain Delon, del que se proclamaba fan número uno.
La artista murió en su Coyoacán querido en la Ciudad de México el 8 de noviembre de 2006.

## Exposiciones
- 1960. Exposición Colectiva de Artistas Noveles con Chucho Reyes en la Galería Argos.
- 1961. Exposición y Grabados.  Sociedad Mexicana de Grabadores.  Galería Argos.
- 1963. Exposición Individual en la Galería Tlahmachcalli.
- 1963. Muestra Colectiva del Salón de Nuevos Valores
- 1963. Exposición Individual en el IFAL.  Ciudad de México
- 1963 Exposición presentada en el Salón de la Plástica Mexicana, Havre No 7 del 3 al 29 de junio, con las obras La casa de enfrente y Romance de la luna, ambos grabados en cobre
- 1963 Exposición de grabados y acuarelas presentada por el instituto Francés de la América Latina en Nazas N° 43. El 2 de agosto.
-1963 EI Instituto Francés de la América Latina ‘’ La prensa de lengua francesa fuera de Francia”
- 1964. Bienal de Santiago, Chile.
- 1965 Bienal de París, Francia
- 1966. Exposición colectiva “Siete Pintores Mexicanos” en la Casa de México en París.
- 1968. Muestra personal en la Alianza Francesa
- 1973. Exposición en la Galería Alarcón en la Casa de Cortés, Coyoacán.
- 1978. Bienal de Pintura Iberoamericana
- 1982. Exposición Individual en la Alianza Francesa, San Ángel.

## Premios
- 1962. Obra Premiada en la Bienal de Chile, “El Obrero”.

## Aportes
Uno de los aportes más importante de esta artista, poco difundida, tiene que ver con su participación como ilustradora en una revista literaria muy destacada, que llevaba por nombre “EL Rehilete”.    Misma que se empezó a editar en el año de 1961 y que tenía un directorio exclusivamente femenino (como se puede observar en la ilustración, en el apartado directorio), sobre la cual se realizó un ensayo muy interesante que lleva por nombre: Participación de la mujer en la edición de una revista literario en los años sesenta del siglo XX en México: El Rehilete. Por Arturo Texcahua Condado.